# Johannes Lindberg
Johannes Emanuel Lindberg, född 22 september 1881 i Uppsala, död 17 april 1963 i Skarpnäcks församling, var en svensk förläggare och chef inom Kooperativa Förbundet.
Johannes Lindberg var son till stenhuggaren Karl Fredrik Lindberg. Han växte upp i Uppsala och arbetade efter genomgången folkskola arbetade han en tid som tryckerilärling och sedan som korvmakare och blev som trettonåring kakelugnsmakare. 1898 flyttade familjen till Roslagen där Johannes Lindberg som fadern blev stenhuggare. 1903 bildades Roslagens första konsumentförening på Vätö och Johannes Lindberg lämnade stenhuggaryrket för att i stället bli föreståndare för affären där. 1907-1908 fick han möjlighet att studera vid Brunnsviks folkhögskola och läste där bland annat tyska, och studerade därefter vi en handelsskola i Basel samtidigt som han tjänstgjorde inom den schweiziska konsumentkooperationen. Vid sin återkomst till Sverige 1912 blev han åter föreståndare för den kooperativa butiken på Vätö, men kom 1915-1918 att få anställning som försäljare vid Kooperativa Förbundets gävlekontor. Lindberg var 1917-1925 även ledamot av styrelsen för Kooperativa föreståndarnas förbund och var 1919-1923 föreståndare för Kooperativa Förbundets malmökontor. Han var 1924-1925 assistent åt Anders Örne vid Kooperativa Förbundets sekretariat och blev därefter 1926-1947 den förste chefen för Kooperativa Förbundets bokförlag. Under Lindbergs ledning expanderade förlaget att bli den största svenska utgivaren av såväl populärvetenskaplig som vetenskaplig litteratur inom ekonomi. Han knöt flera kända författare till förlaget som Gustav Cassel, Gösta Bagge, Gunnar Westin Silverstolpe, Eli Heckscher, Bertil Ohlin, Alva och Gunnar Myrdal. Man utgav även annan litteratur som Ludvig Nordströms socialt orienterade böcker, barnböcker av Lennart Hellsing och blev även den förste att ge ut Halldór Laxness på svenska.
Johannes Lindberg var även 1945-1961 ledamot av styrelsen för Riksförbundet mot reumatism.